# Haupiri (rivière)
La rivière Haupiri  (en anglais : Haupiri River) est un cours d’eau situé dans l’Île du Sud de la Nouvelle-Zélande.

## Géographie
Elle prend naissance près du Mont Dixon (en) dans la chaîne de Kaimat des Alpes du Sud et s’écoule vers le nord-ouest passant près du lac 'Haupiri', puis vers le nord-est pour rejoindre la rivière Ahaura. Ensuite la rivière Ahaura rejoint,elle même la rivière  Grey, qui  s’écoule dans la mer de Tasman au niveau de la ville de  Greymouth .
Les fontaines d’eau chaude de la partie supérieure du parcours de la rivière, près du ‘Mont Elizabeth’, furent mis en valeur dans le début du XXe siècle par le ‘Département du Tourisme’. Bien que les structures aient été très endommagées, la natation y est toujours possible. Les sources sont accessibles par un chemin de randonnée Les sources sont maintenant situées sur des terrains privés .
La pèche à la truite est réputée dans la partie supérieure de la rivière.